# Arguel (Somma)
Arguel – miejscowość i gmina we Francji, w regionie Hauts-de-France, w departamencie Somma.
Według danych na rok 2011 gminę zamieszkiwało 30 osób, a gęstość zaludnienia wynosiła 12 osób/km² (wśród 2293 gmin Pikardii Arguel plasuje się na 965. miejscu pod względem liczby ludności, natomiast pod względem powierzchni na miejscu 1087.).